# Лео-Сідарвілл (Індіана)
Лео-Сідарвілл (англ. Leo-Cedarville) — місто (англ. town) в США, в окрузі Аллен штату Індіана. Населення — 3624 особи (2020).

## Географія
Лео-Сідарвілл розташоване за координатами 41°13′14″ пн. ш. 85°1′19″ зх. д. / 41.22056° пн. ш. 85.02194° зх. д. (41.220642, -85.021856).  За даними Бюро перепису населення США в 2010 році місто мало площу 9,97 км², з яких 9,62 км² — суходіл та 0,35 км² — водойми.

## Демографія
Згідно з переписом 2010 року, у місті мешкали 3603 особи в 1187 домогосподарствах у складі 1007 родин. Густота населення становила 361 особа/км².  Було 1234 помешкання (124/км²).
Расовий склад населення:
| - 97,1 % — білих - 0,8 % — азіатів - 0,2 % — корінних американців - 0,1 % — чорних або афроамериканців |

До двох чи більше рас належало 1,2 %. Частка іспаномовних становила 1,6 % від усіх жителів.
За віковим діапазоном населення розподілялося таким чином: 32,3 % — особи молодші 18 років, 58,3 % — особи у віці 18—64 років, 9,4 % — особи у віці 65 років та старші. Медіана віку мешканця становила 38,1 року. На 100 осіб жіночої статі у місті припадало 99,4 чоловіків;  на 100 жінок у віці від 18 років та старших — 97,8 чоловіків також старших 18 років.
Середній дохід на одне домашнє господарство  становив 78 123 долари США (медіана — 76 538), а середній дохід на одну сім'ю — 83 755 доларів (медіана — 85 208). За межею бідності перебувало 2,8 % осіб, у тому числі 3,3 % дітей у віці до 18 років та 2,0 % осіб у віці 65 років та старших.
Цивільне працевлаштоване населення становило 1859 осіб. Основні галузі зайнятості: освіта, охорона здоров'я та соціальна допомога — 20,3 %, виробництво — 20,2 %, роздрібна торгівля — 12,9 %, фінанси, страхування та нерухомість — 8,9 %.